# Interstate 670 (Ohio)
Pour les articles homonymes, voir Interstate 670.
L'Interstate 670 (I-670) est une autoroute auxiliaire de l'I-70 qui passe par Columbus, dans l'Ohio. Elle relie l'I-70 à l'ouest du centre-ville de Columbus à l'I-270 et à la US 62 près de Gahanna. L'I-670 donne accès à l'Aéroport international John Glenn de Columbus. Elle croise l'I-71 au centre-ville.

## Description du tracé
L'autoroute débute à la jonction avec l'I-70. Elle traverse le centre-ville alors que l'I-70 passe au sud. À l'ouest de l'I-71, l'I-670 passe autour des deux côtés de Fort Hayes, qui se trouve entre les voies de l'autoroute. La voie sud porte l'I-670 est alors que la voie nord porte l'I-670 ouest. Après cet échangeur, l'I-670 poursuit à l'est et atteint l'aéroport. Un peu après avoir passé l'échangeur accédant à l'aéroport, l'I-670 atteint son terminus est lorsqu'elle rencontre l'I-270 et la US 62.

## Liste des sorties
| Interstate 670                            |                  |       |       |        |                                                                                     | |
| Comté                                     | Municipalité     | mi    | km    | Sortie | Intersections / Destinations                                                        | Notes |
| Franklin                                  | Columbus         | 0,00  | 0,00  |        | I-70 ouest – Dayton                                                                 | Sortie 96 de l'I-70 est |
| Franklin                                  | Columbus         | 0,46  | 0,74  | 1A     | US 33 ouest (Lower Scioto Greenway)                                                 | Sortie direction ouest, entrée direction est                                                                                      |
| Franklin                                  | Columbus         | 0,95  | 1,53  | 1B     | Grandview Avenue                                                                    | Indiqué sortie 1 en direction est                                                                                                 |
| Franklin                                  | Columbus         | 2,24  | 3,60  | 2A     | US 33 (Dublin Road) / SR 315 (en) sud                                               | Sortie direction est, entrée direction ouest                                                                                      |
| Franklin                                  | Columbus         | 2,42  | 3,89  | 2A     | SR 315 (en) sud                                                                     | Sortie direction ouest, entrée direction est                                                                                      |
| Franklin                                  | Columbus         | 2,43  | 3,91  | 2B     | SR 315 (en) nord                                                                    | |
| Franklin                                  | Columbus         | 3,14  | 5,05  | 3      | CR 578 (Neil Avenue) / Goodale Street                                               | |
| Franklin                                  | Columbus         | 3,52  | 5,66  | 4      | US 23 (Third Street / Fourth Street) / High Street – Nationwide Arena               | Indiqué sortie 4A (sud) et 4B (nord) en direction est; indiqué sortie 4A (nord) et 4B (sud) en direction ouest                    |
| Franklin                                  | Columbus         | 4,33  | 6,97  | 4C     | SR 3 (en) (Cleveland Avenue) / Leonard Avenue (CR 23)                               | Sortie en direction ouest fait partie de la sortie 5                                                                              |
| Franklin                                  | Columbus         | 4,58  | 7,37  | 5r     | Spring Street – Centre-ville                                                        | Sortie direction ouest, entrée direction est                                                                                      |
| Franklin                                  | Columbus         | 4,58  | 7,37  | 5r     | I-71 – Cleveland, Cincinnati                                                        | Indiqué sortie 5A (sud) et 5B (nord) en direction est; sortie 109A-B de l'I-71                                                    |
| Franklin                                  | Columbus         | 6,44  | 10,36 | 6      | Leonard Avenue (CR 23)                                                              | |
| Franklin                                  | Columbus         | 7,56  | 12,17 | 7      | US 62 ouest (5th Avenue)                                                            | Terminus ouest du multiplex avec US 62                                                                                            |
| Franklin                                  | Mifflin Township | 8,50  | 13,68 | 9      | Stelzer Road (CR 177) / Johnstown Road (CR 377) / Cassady Avenue (CR 96) – Aéroport | Johnstown Road non-indiqué en direction ouest; Cassady Avenue non-indiqué en direction est                                        |
| Franklin                                  | Mifflin Township | 10,43 | 16,79 | 10     | I-270 – Cleveland, Wheeling US 62 est – Gahanna                                     | Terminus est du multiplex avec US 62; sortie 35 de l'I-270 nord, sortie 35A de l'I-270 sud; la route continue au-delà comme US 53 |
| - Terminus de multiplex - Accès incomplet |                  |       |       |        |                                                                                     | |